# 김재록
김재록(1965년 11월 7일 ~ )은 대한민국의 배우, 가수이다.

## 학력
- 용문고등학교 졸업
- 연세대학교 영문과 졸업

## 출연작

### 영화
- 《길위에 김대중》 (2024년)
- 《소년들》 (2023년) - 서병원의 아버지 역
- 《말임씨를 부탁해》 (2022년) - 부동산 사장 역
- 《축복의 집》 (2022년) - 형사 역
- 《신세계로부터》 (2021년) - 신택 역
- 《비밀의 정원》 (2021년) - 판사 (목소리) 역
- 《젊은이의 양지》 (2020년) - 홍철희 역
- 《욕창》 (2020년) - 강문수 역
- 《블랙머니》 (2019년) - 배영국 역
- 《안시성》 (2018년) - 보수 담당 역
- 《소공녀》 (2018년) - 집주인 역
- 《녹음》 (2017년, 단편)
- 《1987》 (2017년) - 40대 남자 2 역
- 《두개의 빛: 릴루미노》 (2017년) - 사진과 교수 역
- 《대립군》 (2017년) - 피난민 1 역
- 《컴, 투게더》 (2017년) - 호준 역
- 《장기왕: 가락시장 레볼루션》 (2017년) - 고 선배 역
- 《그랜드파더》 (2016년) - 박성득 역
- 《서울역》 (2016년) - 이 씨 역
- 《꿈꾸는 나비》 (2016년) - 태규2016년
- 《부산행》 (2016년) - 김씨 역
- 《소년, 소녀를 만나다》 (2016년) - 하진 아빠 역
- 《보고싶다》 (2016년) - 하진 아빠 역
- 《가정식》 (2015년)
- 《검은 돼지》 (2015년) - 교수 역
- 《선지자의 밤》 (2015년) - 우형배 역
- 《그들이 죽었다》 (2015년) - 재록 역
- 《친구엄마》 (2015년) - 경수 부 역
- 《자가당착: 시대정신과 현실참여》 (2015년) - 아버지 역
- 《소수의견》 (2015년) - 국가배상 판사 역
- 《사랑에도 저작권이 있나요?》 (2015년) - 동명아버지 역
- 《고양이 장례식》 (2015년) - 주례 역
- 《인 허 플레이스》 (2014년) - 경찰 역
- 《아귀》 (2014년) - 운전사 역
- 《숙희》 (2014년)
- 《18: 우리들의 성장 느와르》 (2014년) - 진수 부 역
- 《일대일》 (2014년) - 관리인 역
- 《윤희》 (2014년) - 병삼 역
- 《단편선》 (2013년)
- 《붉은 바캉스 검은 웨딩 2》 (2013년)
- 《고양이 소녀》 (2013년) - 감독 역
- 《사이비》 (2013년) - 칠성 역
- 《붉은 가족》 (2013년) - 탈북자 언론인 역
- 《뫼비우스》 (2013년) - 의사 역
- 《명왕성》 (2013년) - 교장 역
- 《가정방문》 (2012년)
- 《서울유람》 (2012년)
- 《솔루션》 (2012년)
- 《가시》 (2012년) - 사채업자 역
- 《피에타》 (2012년) - 스님 역
- 《돼지의 왕》 (2011년) - 담임 선생님 역
- 《풍산개》 (2011년) - 윤님아들 역
- 《파마하는 날》 (2010년)
- 《레인보우》 (2010년) - 상우 역
- 《빗자루, 금붕어 되다》 (2010년) - 윤호 역
- 《폭풍전야》 (2010년) - 신부 역
- 《천국의 우편배달부》 (2009년) - 점장 역
- 《반두비》 (2009년) - 담임 역
- 《고고70》 (2008년) - 녹음기사 역
- 《울학교 이티》 (2008년) - 수학선생 역
- 《크로싱》 (2008년) - 기획 NGO 역
- 《6년째 연애중》 (2008년) - 김 부장 역
- 《슈퍼맨이었던 사나이》 (2008년) - 이소룡 역
- 《싸움》 (2007년) - 유 부장 역
- 《좋지 아니한가》 (2007년) - 사진사 역
- 《방문자》 (2006년) - 호준 역
- 《미스터 소크라테스》 (2005년) - 박 검사 역
- 《B형 남자친구》 (2005년) - 컨텐츠 사무실 직원 역
- 《말아톤》 (2005년) - 파출소 경찰 역
- 《여고생 시집가기》 (2004년) - 김 선생 역
- 《그녀를 믿지 마세요》 (2004년) - 소매치기 역
- 《해피 에로 크리스마스》 (2003년) - 문신사 역
- 《하얀 방》 (2002년) - 장PD 역
- 《신장개업》 (1999년) - 살인범 역
- 《찜》 (1998년) - PD 역
- 《8월의 크리스마스》 (1998년) - 정원 친구 1 역
- 《고스트 맘마》 (1996년) - 아파트 남자 역
- 《개같은 날의 오후》 (1995년) - 구급요원 1 역
- 《영원한 제국》 (1995년) - 이정래 역
- 《사랑하기 좋은 날》 (1995년)
- 《커피 석 잔》 (1993년)
- 《낯선 도시》 (1993년)

### 드라마
- 《낮과 밤이 다른 그녀》 (2024년, JTBC) - 금광석 역
- 《법쩐》 (2023년, SBS) - 박 사장 역
- 《지금부터, 쇼타임!》 (2022년, MBC) - 폐차장 사장 역 (특별출연)
- 《꽃 피면 달 생각하고》 (2021년, KBS2) - 연기봉 역
- 《나의 위험한 아내》 (2020년, MBN) - 경찰서장 역
- 《드라마 스테이지 - 물비늘》 (2018년, tvN)
- 《드라마 스테이지 - 문집》 (2018년, tvN)
- 《날아올라》 (2017년, 웹드라마) - 김변호사 역
- 《스타트러브》 (2015년, 웹드라마) - 중년남 역
- 《위대한 이야기 - 김시스터즈》 (2015년, TV조선 & tvN)
- 《오렌지 마말레이드》 (2015년, KBS2)
- 《한반도》 (2012년, TV조선) - 구연철 역
- 《미안하다, 사랑한다》 (2004년, KBS2) - 송은채의 맞선남 역
- 《장길산》 (2004년, SBS)
- 《상두야, 학교가자》 (2003년, KBS2) - 체육선생님 역
- 《성난 얼굴로 돌아보라》 (2000년, KBS2)

## 음반
금주악단
- 《13호》 (2017년)
- 《12호》 (2015년)
- 《11호》 (2015년)
- 《10호》 (2014년)
- 《9호》 (2014년)
- 《8호》 (2014년)
- 《7호》 (2014년)
- 《6호》 (2014년)
- 《5호》 (2013년)
- 《4호》 (2013년)
- 《3호》 (2013년)
- 《2호》 (2013년)
- 《1호》 (2013년)